# Il duello (Kleist)
Il duello (Der Zweikampf) è un racconto dello scrittore tedesco Heinrich von Kleist pubblicato nel secondo volume dei Racconti (Erzählungen) nel 1811.

## Trama

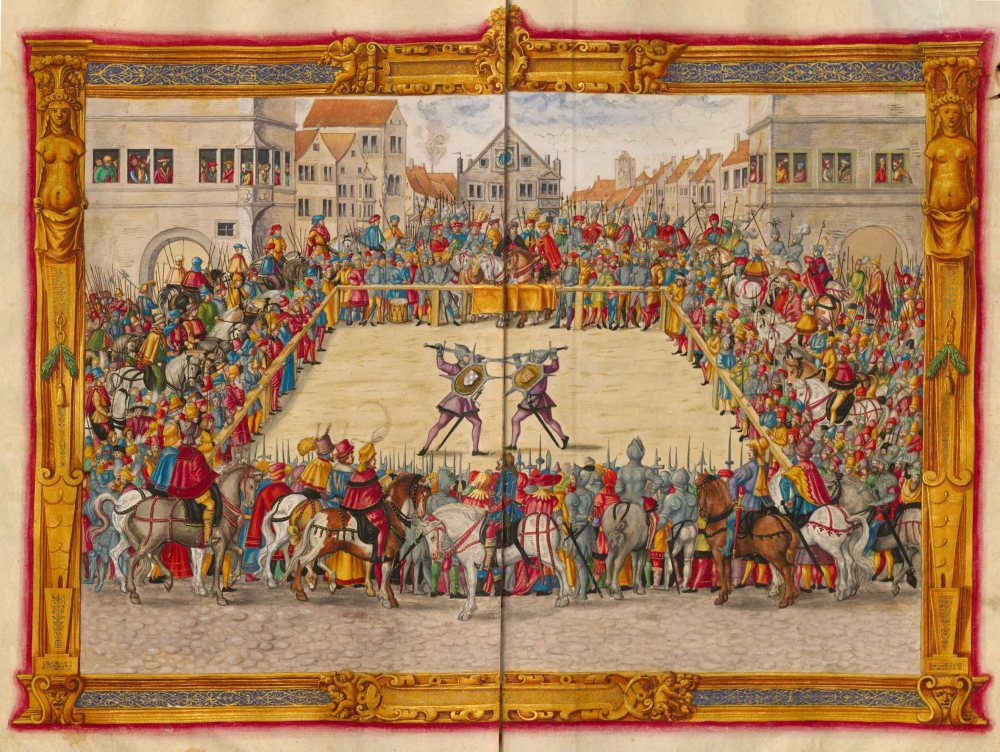
Duello di Dio nei primi anni del XV secolo in Germania

La vicenda si svolge in Germania, nel Sacro Romano Impero, «verso la fine del XIV secolo». Una controversia fra il Duca Guglielmo di Breysach e il fratellastro Conte Iacopo Barbarossa era nata a causa del matrimonio del duca con una dama di rango inferiore al suo, la contessa Caterina di Heersbruck: tale matrimonio era da considerare morganatico, Filippo, il figlio nato dal Duca Guglielmo e dalla Contessa Caterina, era da considerare illegittimo e quindi, a termini di legge, alla morte del Duca la corona sarebbe dovuta andare al Conte. Il Duca tuttavia si era recato a Worms dall'Imperatore e aveva ottenuto dal sovrano la legittimazione di Filippo. Mentre sta ritornando a casa, lieto per aver risolto il problema dinastico, il Duca viene colpito da una freccia scoccata da un sicario. Soccorso dal suo camerlengo Federico di Trota, prima di morire il Duca ha la forza di leggere ai vassalli l'atto di legittimazione imperiale del giovane Filippo come erede al trono e di nominare la madre di lui come tutrice e reggente.
Federico di Trota intraprende alcune indagini per scoprire l'assassino del Duca. Scopre che la freccia era stata acquistata tempo prima dal conte Iacopo, e che per di più quest'ultimo la notte del delitto era stato assente dal suo castello. Il Conte si professa innocente; per fugare i sospetti, si reca dall'Imperatore, il quale in quel momento si trovava a Basilea, chiedendogli di essere processato. Viene costituito un tribunale e qui il conte dichiara il proprio alibi: la notte del delitto si era recato in segretezza da donna Littegarda, giovane e bella vedova del castellano di Auerstein, la quale gli si era concessa per amore. Come prova, il conte mostra l'anello del defunto castellano di Auerstein regalatogli quella notte dalla vedova.
Littegarda è stata giudicata finora «la più irreprensibile e senza macchia fra le dame del ducato»: dopo la morte del marito fa vita ritirata, rifiuta di risposarsi per amore dei suoi fratelli, che erediterebbero così il suo patrimonio, e si sarebbe già ritirata in un convento se non dovesse assistere il vecchio padre. La notizia della deposizione del conte ha effetti devastanti su di lei: il padre di Littegarda muore per un colpo apoplettico e i suoi fratelli la scacciano immediatamente da casa. Disperata, Littegarda si rivolge a Federico di Trota chiedendogli di procurarle un avvocato per aiutarla a difendersi. Federico, innamorato di Littegarda, si reca invece a Basilea, schiaffeggia il conte, accusandolo di essere un vile mentitore, e lo sfida così a un duello di Dio. 
Nel duello, che avviene davanti all'Imperatore. Federico ferisce lievemente il Conte ma viene ferito a sua volta gravemente dal Conte. Secondo le norme vigenti, il Conte ha dimostrato la verità delle sue affermazioni mentre, «per aver invocato in modo sacrilego l'arbitrato divino» Federico e Littegarda sono condannati a subire la morte infame del rogo sulla stessa piazza dove è avvenuta la tenzone. Le gravi ferite del Camerlengo guariscono però rapidamente, mentre la scalfittura del Conte non guarisce, ed esita anzi in gangrena per cui al conte sarà amputata dapprima la mano e successivamente il braccio. Questi differenti e imprevisti esiti fanno nascere nell'Imperatore e in alcuni giudici il sospetto che il giudizio di Dio possa non essere stato chiaro: l'Imperatore procrastina l'esecuzione e il priore del convento degli Agostiniani esegue un supplemento di indagini sull'alibi del Conte. Si scopre infine che la notte del delitto il conte non aveva amoreggiato con Littegarda, ma con la cameriera della dama: la cameriera era innamorata del conte, aveva finto di essere la sua padrone, e dopo esser giaciuta col Conte gli aveva regalato l'anello sottratto in precedenza a Littegarda. La deposizione giudiziaria scritta della ragazza giunge a Basilea il giorno fissato per l'esecuzione di Federico e di Littegarda. Si chiede al conte conferma dell'accaduto. Costui però sta morendo e in punto di morte conferma pubblicamente non solo l'innocenza di Littegarda, ma di essere stato anche il mandante dell'uccisione del Duca, attuata da un sicario prezzolato. L'imperatore fa liberare Littegarda e Federico, bruciare sul rogo il corpo senza vita del conte, scrivere negli statuti che regolavano il giudizio di Dio mediante duello, che attraverso il duello la colpa è portata alla luce solo «se questa è la volontà di Dio».

## Critica
Il duello fu scritto molto probabilmente fra la fine del 1810 e il 1811, come Il trovatello; entrambi questi racconti, gli ultimi scritti da Kleist, furono inseriti direttamente nel secondo volume dei Racconti. 
La vicenda de Il duello è ispirata probabilmente alle Chroniques del francese Jean Froissart (XIV secolo); l'azione è tuttavia trasportata nel Baden-Baden. L'ambiguità del giudizio divino è tratta dalla seconda parte del romanzo di Miguel de Cervantes Los Trabajos de Persiles y Sigismunda, tradotto in tedesco nel 1808 da Ludwig Friedrich Franz Theremin, un amico di Kleist, col titolo Die Drangsale des Persiles und der Sigismunda. 
Nel racconto sono stati notati alcuni anacronismi (per es., «verso la fine del XIV secolo» non esisteva un «Imperatore del Sacro Romano Impero» perché Carlo IV era morto nel 1378 e il suo successore Venceslao non ebbe formalmente quel titolo; la spada del conte è chiamata "flamberga", ma difficilmente quel tipo di spada poteva essere usata nei duelli e non avrebbe potuto essere causa delle gravi lesioni subite dal camerlengo). Il racconto è stato giudicato differentemente nel corso del tempo. Wilhelm Grimm lo definì un racconto cavalleresco; di recente Roland Reuß lo ha definito un giallo deduttivo: il fratricidio costituisce la cornice narrativa dove si inseriscono le varie vicende (l'amore fra Littegarda e Federico, il duello, la tresca fra Rosalia e il Conte, ecc.).

## Edizioni
- Heinrich von Kleist, «Der Zweikampf». In: Heinrich von Kleist, Erzählungen, Band 2, Berlin: Reimer, 1811, pp. 165-240[7]
- Heinrich von Kleist, Racconti, Vol. 2; traduzione e introduzione di Ervino Pocar, Lanciano: R. Carabba, stampa 1922
- Heinrich von Kleist, Racconti; a cura di Luisa Vertova, Milano: Bompiani, 1945
- Heinrich von Kleist, I racconti; traduzione dal tedesco di Ervino Pocar, Collezione I grandi libri Garzanti 197, Milano: Garzanti, 1977
- Heinrich von Kleist, Opere, 2 voll.; premessa, traduzione e note di Ervino Pocar; con una introduzione di Emil Staiger, Milano: Guanda, 1980
- Heinrich von Kleist, Tutti i racconti; a cura di Italo Alighiero Chiusano; traduzione di Ervino Pocar; premesse e note di Alessandro Fambrini, Firenze: Giunti, 1995, ISBN 88-09-20536-7
- Heinrich von Kleist, I racconti; V edizione; introduzione di Giuliano Baioni; traduzione di Andrea Casalegno, Collezione I grandi libri Garzanti 197, Milano: Garzanti, 1988, ISBN 88-11-58197-4
- Heinrich von Kleist, Il duello; a cura di Luisa Coeta, Milano: SugarCo, stampa 1992, ISBN 88-7198-130-8
- Heinrich von Kleist, Tutti i racconti; a cura di Marina Bistolfi ; con un saggio critico di Thomas Mann, Milano: A. Mondadori, 1997, ISBN 88-04-43288-8
- Heinrich von Kleist, Il duello; traduzione di Eraldo Cortese, Napoli: Filema, 2000, ISBN 88-86358-40-7

## Adattamenti
- Il Duello - adattamento teatrale di Gabriele Lavia messo in scena nel 1993 con regia, scene e costumi dello stesso Lavia, musiche di Giorgio Carnini. Interpreti principali: Gabriele Lavia (Conte Iacopo Barbarossa), Monica Guerritore (Littergarde), Massimo Foschi (Federico Von Trotta), Luciano Virgilio (Goldwin Von Albrecht), Roberta Greganti (Contessa Caterina), Mauro Paladini (Johann Von Collin)[8].